# Budapeste
Budapeste (em húngaro: Budapest, pronunciado: [ˈbudɒpɛʃt] (escutarⓘ)) é a capital, cidade mais populosa e principal centro financeiro, corporativo, mercantil e cultural da Hungria. É a nona maior cidade da União Europeia e recebeu a classificação de cidade global alpha, por parte do Globalization and World Cities Study Group & Network (GaWC). Localiza-se nas margens do rio Danúbio e possui 1 740 041 habitantes, de acordo com dados de 2012 do Centro de Estatísticas Húngaro (Hungarian Central Statistical Office). Sua região metropolitana, também chamada de Grande Budapeste, possui 3 271 110 habitantes. Budapeste foi fundada em 17 de novembro de 1873 com a fusão das cidades de Buda e Ôbuda, na margem direita do Danúbio, com Peste, na margem esquerda. Seus habitantes chamam-se budapestinos.
A história de Budapeste se iniciou com Aquinco, originalmente um assentamento celta que se converteu na capital romana da Panônia Inferior. Os húngaros chegaram ao território por volta de meados do século IX. O primeiro assentamento foi saqueado pelos mongóis entre 1241 e 1242. A cidade, já restabelecida, transformou-se em um dos centros de cultura do Renascimento humanista no século XV. Depois da Batalha de Mohács e de 150 anos de domínio otomano, a região experimentou uma nova era de prosperidade nos séculos XVIII e XIX, sendo que Budapeste tornou-se uma cidade global após a reunificação da localidade em 1873. A cidade também passou a ser vista como a segunda capital da Áustria-Hungria, um vasto e importante Estado europeu, sucessor do Império Austríaco, que se dissolveu em 1918. Budapeste também exerceu grande importância durante a Revolução húngara de 1848, tendo sido um importante centro da República Soviética da Hungria em 1919, da Operação Panzerfaust em 1944, do Cerco de Budapeste em 1945 e da Revolução de 1956.
Considerada uma das cidades mais belas da Europa, Budapeste é um dos maiores destinos turísticos no mundo. Em 2011, a cidade recebeu 4 376 900 turistas, tornando-se o 25º maior destino de turistas no mundo e a 6ª cidade mais visitada da Europa. Há vários patrimônios mundiais que podem ser encontrados na cidade, incluindo o panorama do rio Danúbio, o segundo mais extenso da Europa, o Castelo de Buda, a Avenida Andrássy, a Praça dos Heróis e o Metropolitano de Millenium, o segundo mais antigo do mundo, após o de Londres. Budapeste possui ainda, o maior sistema de água termal do mundo.
Budapeste é também um importante centro financeiro da Europa Central. A cidade ficou em terceiro lugar no Índice de Mercados Emergentes desenvolvido pela MasterCard, em uma lista de 65 cidades. Foi classificada como a melhor área urbana da Europa Central e Leste Europeu em qualidade de vida, de acordo com a Economist Intelligence Unit. Também é classificada como um dos lugares idílicos da Europa, considerada pela revista Forbes, e a nona cidade mais bonita do mundo, pela UCityGuides.

## História

### Antiguidade

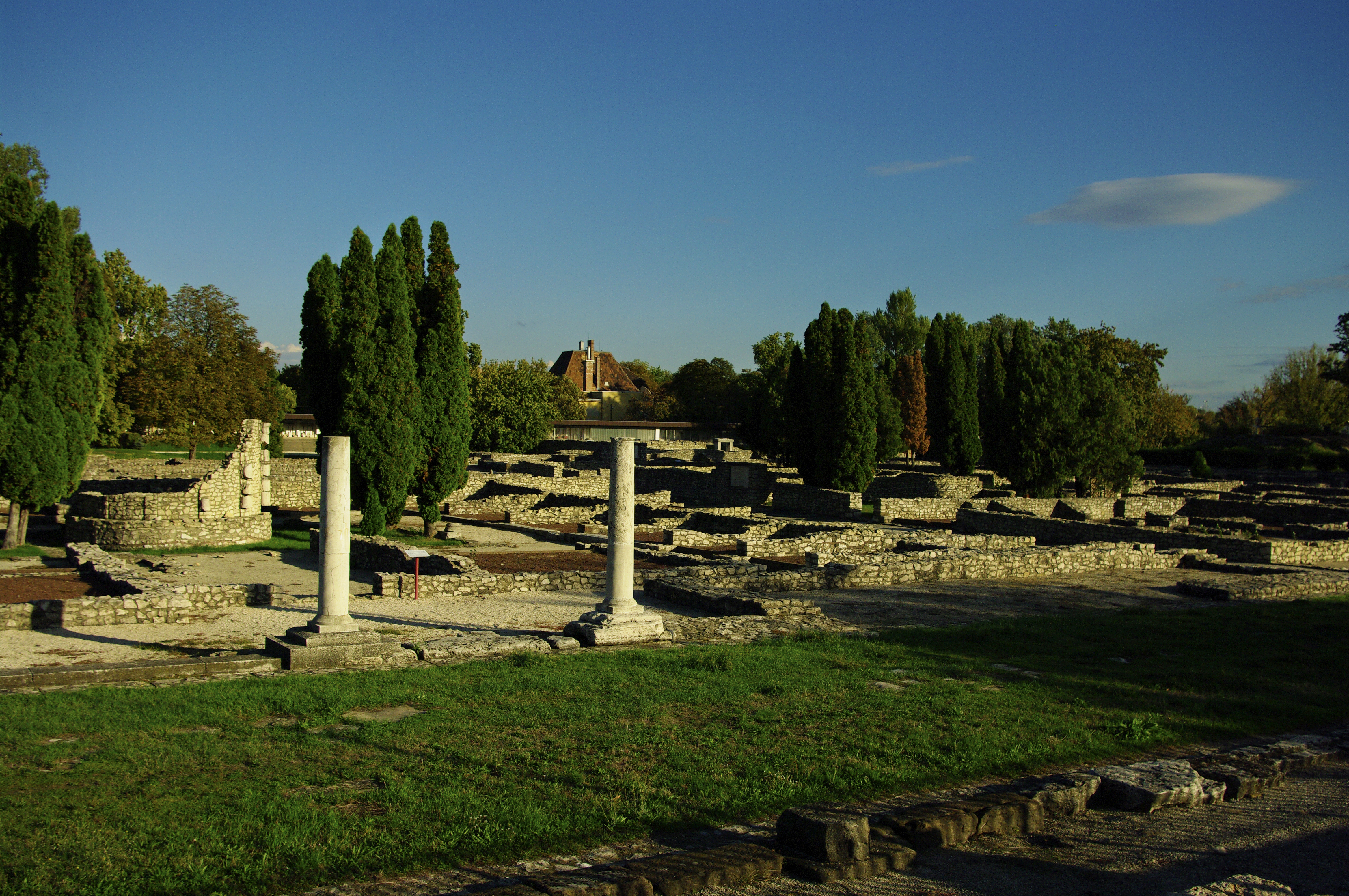
Ruínas de Aquinco.

O primeiro assentamento no território de Budapeste foi construído pelos celtas antes do ano 1 a.C., e mais tarde foi ocupada pelos romanos.
O assentamento romano Aquinco tornou-se a capital da província romana da Panônia Inferior, bem como a maior localidade da região. Os romanos construíram estradas, anfiteatros, balneários e casas espaçosas e fortificadas nos acampamentos militares.
Em torno de 89 d.C., na margem direita do Danúbio, os romanos fundaram a cidade de Aquinco, no local que viria a tornar-se Ôbuda (Óbuda, em húngaro, "Velha Buda"; hoje um subúrbio de Budapeste). De 106 d.C. até o século IV, Aquinco foi a capital da província romana da Panônia Inferior. Do outro lado do rio, foi surgindo ao longo do tempo uma povoação que se chamaria Peste (Pest, em húngaro).

### Idade Média e Eras Moderna e Contemporânea
Por volta de 900 d.C., a região foi ocupada pelos magiares, que fundaram o Reino da Hungria. Ao sul de Ôbuda e em frente a Peste, numa colina à margem do Danúbio, os magiares ergueram em 1241 um castelo real, numa localidade que viria a chamar-se Buda (Buda, em húngaro). Em 1361 Buda tornou-se a capital da Hungria.

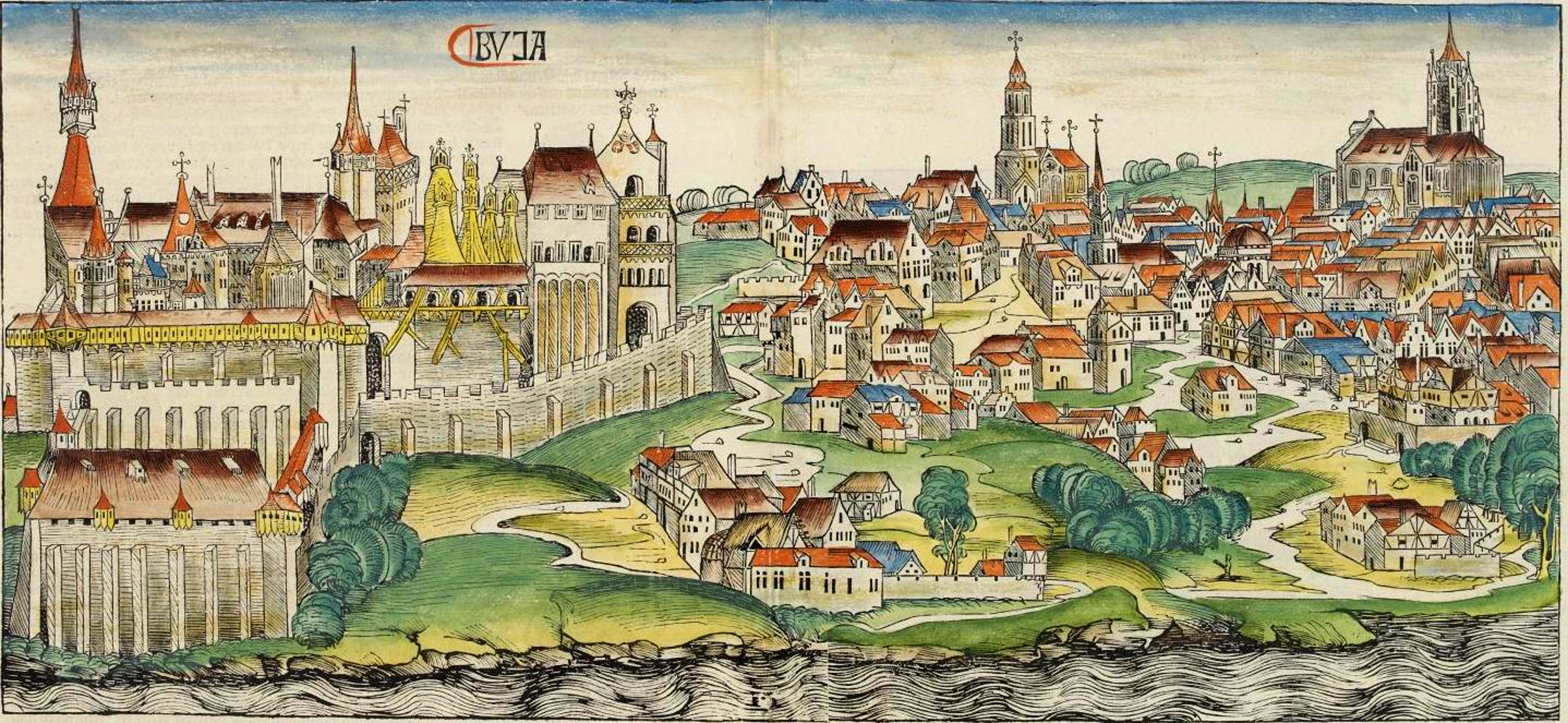
Buda durante a Idade Média como representada na Crônica de Nuremberg.

Em 1541, Buda e Peste caíram sob domínio otomano e a primeira passou a ser a sede de um paxá turco. A área foi reconquistada pelos Habsburgos em 1686.
Ao longo dos séculos XVIII e XIX, Peste cresceu rapidamente e tornou-se um centro comercial. As três cidades - Ôbuda, Buda e Peste - foram fundidas por decisão do governo revolucionário em 1849, decisão revogada quando a revolução foi reprimida pelos Habsburgos. Com o Compromisso de 1867, que concedeu à Hungria um governo autônomo no seio da Monarquia Austro-Húngara, a fusão foi mais uma vez efetuada (1873), criando a cidade de Budapeste, capital da Hungria. Em 1900, a sua população atingiu 730 000 habitantes; em 1930, um milhão.
Aproximadamente um terço dos 250 000 judeus da cidade pereceu durante a ocupação nazista na Segunda Guerra Mundial. Budapeste foi muito danificada quando a cidade foi tomada pelo Exército Vermelho.

## Geografia

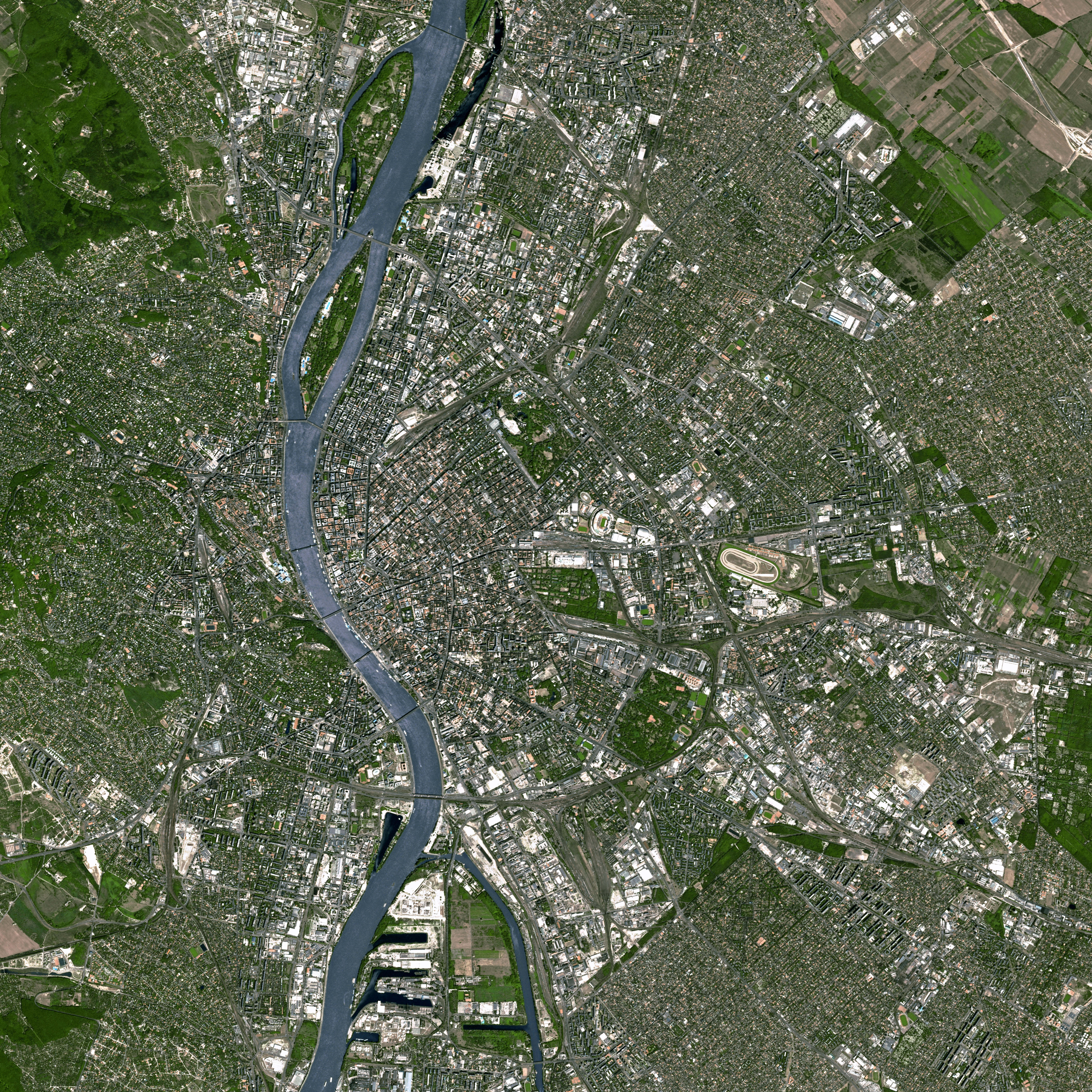
Imagem de satélite da cidade.

Budapeste possui uma área de 525 km², localizando-se na região central da Hungria, no Condado de Pest, entre 81 assentamentos que pertencem à aglomeração de Budapeste. A cidade se estende a 25 quilômetros, no sentido norte-sul, e 29 quilômetros no sentido leste-oeste, respectivamente. O rio Danúbio corta a cidade de norte a sul, além de duas ilhas, Óbuda e Margarida. A terceira ilha, Csepel, é a maior das ilhas situadas na área territorial de Budapeste, no entanto, apenas a ponta mais setentrional está dentro dos limites da cidade. O rio Danúbio, que separa as duas partes da cidade, possui apenas 230 metros de largura em seu ponto mais estreito. A região da cidade denominada Pest, está situada na região plana da Grande Planície, enquanto a região denominada Buda é bastante montanhosa. O ponto mais elevado na área da cidade é a colina János, a 527 metros acima do nível do mar. O ponto mais baixo é a linha de Danúbio, situada a 96 metros acima do nível do mar. As florestas das colinas, na região de Buda, são ambientalmente protegidas.
Budapeste é a única capital nacional no mundo que possui águas termais. A cidade conta com cerca de 125 nascentes, que produzem 70 milhões de litros de água termal por dia, com temperaturas variando até 58 °C. Algumas dessas águas tem efeitos medicinais, devido ao seu conteúdo mineral clinicamente valioso. Há um sistema de cavernas notáveis, formada pelas águas termais, situadas em algumas das colinas de Buda.

### Hidrografia

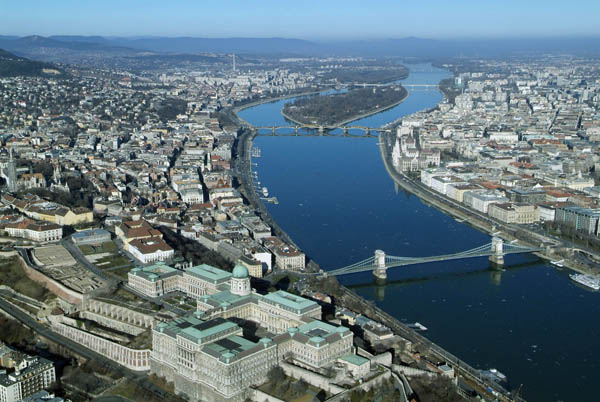
Panorama da cidade e do rio Danúbio.

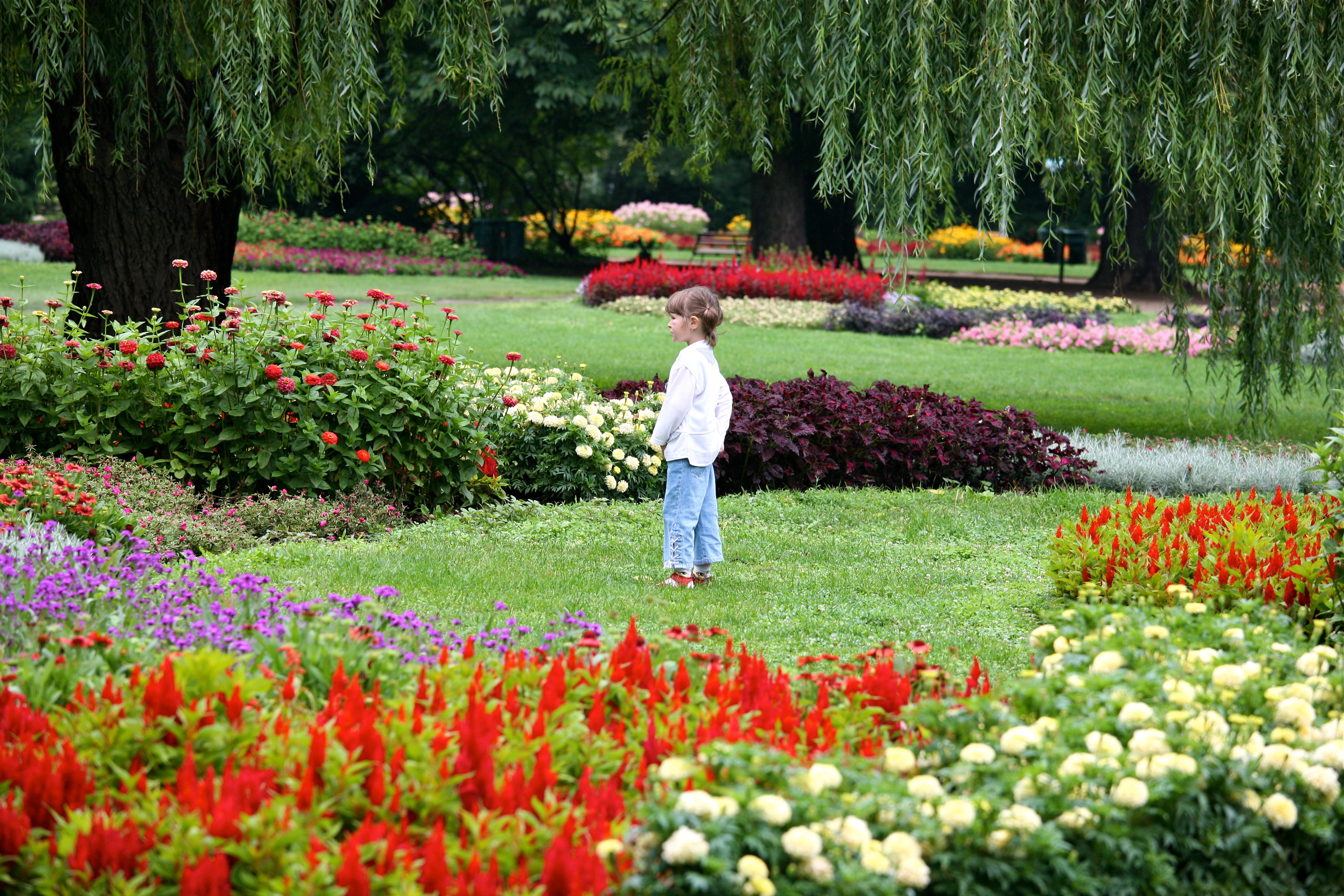
Parque na Ilha Margarida.

O rio Danúbio, um dos maiores e mais famosos da Europa, corta a cidade de norte a sul. O rio é conhecido por fazer parte da história da cidade e de vários países da Europa, além de ser um importante eixo comercial. Em sua parte mais estreita, possui apenas 230 metros de largura.

### Ilhas
Ao longo do rio Danúbio, sete ilhas podem ser encontradas: Shipyard, Margaret, Csepel, Palotai-Sziget (hoje uma península), Népsziget, Haros-Sziget e Molnár-Sziget.
A ilha Margaret possui 2,5 quilômetros de comprimento e 500 metros de largura. A ilha consiste principalmente em um parque e uma área de lazer popular para turistas e moradores locais. A ilha fica entre as pontes Margaret (sul) e Árpád (norte). A ilha Margaret era habitada até mesmo na Antiguidade, mas na Idade Média, transformou-se em um centro religioso, sendo pontilhada com uma infinidade de igrejas e mosteiros. Somente no século XIX que o potencial de lazer da ilha foi descoberto pela dinastia real. Com o tempo, a água termal na Ilha Margarida também foi descoberta, e o lugar começou a ser usado como área turística e de lazer. Na ilha está localizado o maior parque de Budapeste.
A ilha Csepel é a maior ilha do rio Danúbio e da Hungria. Possui, no total, 48 quilômetros de comprimento e 8 quilômetros de largura, compreendendo uma área de 257 km², enquanto apenas uma pequena faixa ao norte está dentro dos limites da cidade. A ilha de Hajógyári-Sziget é uma ilha artificial localizada no terceiro distrito, e a ilha Luppa-Sziget é a menor ilha de Budapeste, estando localizada na região norte da cidade.

### Clima
| Dados climatológicos para Budapeste - Hungria | Dados climatológicos para Budapeste - Hungria | Dados climatológicos para Budapeste - Hungria | Dados climatológicos para Budapeste - Hungria | Dados climatológicos para Budapeste - Hungria | Dados climatológicos para Budapeste - Hungria | Dados climatológicos para Budapeste - Hungria | Dados climatológicos para Budapeste - Hungria | Dados climatológicos para Budapeste - Hungria | Dados climatológicos para Budapeste - Hungria | Dados climatológicos para Budapeste - Hungria | Dados climatológicos para Budapeste - Hungria | Dados climatológicos para Budapeste - Hungria | Dados climatológicos para Budapeste - Hungria |
| Mês                                           | Jan                                           | Fev                                           | Mar                                           | Abr                                           | Mai                                           | Jun                                           | Jul                                           | Ago                                           | Set                                           | Out                                           | Nov                                           | Dez                                           |                                               |
| --------------------------------------------- | --------------------------------------------- | --------------------------------------------- | --------------------------------------------- | --------------------------------------------- | --------------------------------------------- | --------------------------------------------- | --------------------------------------------- | --------------------------------------------- | --------------------------------------------- | --------------------------------------------- | --------------------------------------------- | --------------------------------------------- | --------------------------------------------- |
| Temperatura máxima recorde (°C)               | 15,1                                          | 19,1                                          | 25,4                                          | 30,2                                          | 34,0                                          | 39,5                                          | 40,7                                          | 39,0                                          | 35,2                                          | 30,8                                          | 22,6                                          | 19,2                                          |                                               |
| Temperatura máxima média (°C)                 | 2,1                                           | 4,7                                           | 10,6                                          | 16,7                                          | 22,0                                          | 25,2                                          | 27,5                                          | 27,1                                          | 22,6                                          | 16,1                                          | 8,3                                           | 3,7                                           |                                               |
| Temperatura mínima média (°C)                 | −2,7                                          | −1,3                                          | 2,4                                           | 6,9                                           | 11,5                                          | 14,6                                          | 16,4                                          | 15,9                                          | 12,2                                          | 7,5                                           | 3,1                                           | −0,6                                          |                                               |
| Temperatura mínima recorde (°C)               | −21,7                                         | −23,4                                         | −14,1                                         | −4,6                                          | 0,0                                           | 3,0                                           | 8,9                                           | 7,0                                           | 1,2                                           | −9,5                                          | −11,9                                         | −19,1                                         |                                               |
| Precipitação (mm)                             | 38,5                                          | 36,7                                          | 37,4                                          | 47,2                                          | 64,5                                          | 69,8                                          | 50,4                                          | 49,5                                          | 42,7                                          | 46,9                                          | 59,9                                          | 49,3                                          |                                               |
| Fonte: www.met.hu 22/11/2009                  |                                               |                                               |                                               |                                               |                                               |                                               |                                               |                                               |                                               |                                               |                                               |                                               |                                               |

## Demografia

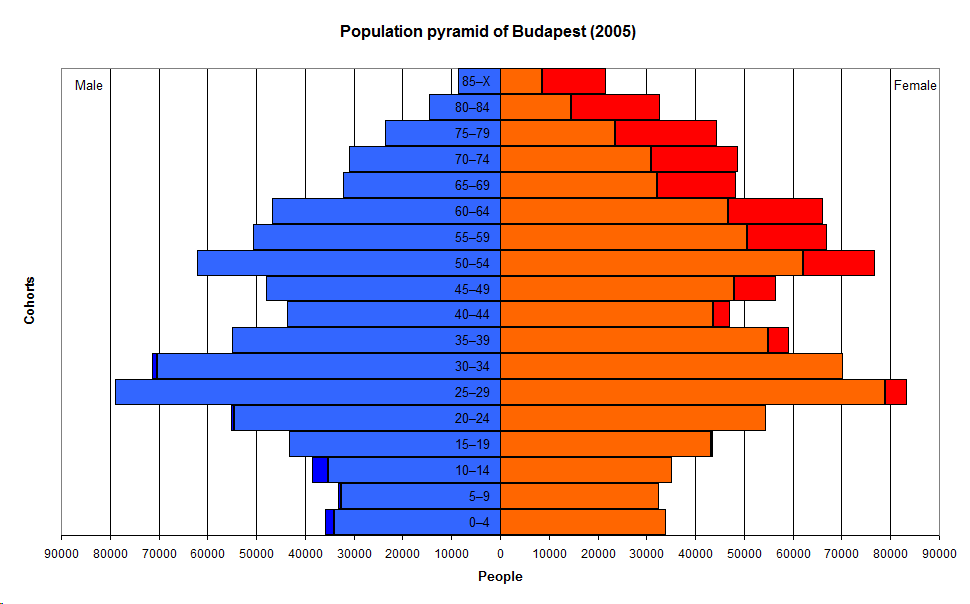
Pirâmide etária de Budapeste (2005).

Budapeste é a cidade mais populosa da Hungria e uma das maiores cidades da União Europeia, com um número crescente de habitantes, estimado em 1 742 000 em 2014, segundo o qual a migração interna excede a externa. Estas tendências também são vistas em toda a área metropolitana de Budapeste, que é o lar de 3,3 milhões de pessoas. Isso equivale a cerca de 34% da população do país. Em 2014, a cidade tinha uma densidade populacional de 3 314 pessoas por quilômetro quadrado, tornando-a o mais densamente povoado de todos os municípios húngaros. A densidade populacional de Erzsébetváros-Distrito VII é de 30 989/km², que é a maior densidade populacional na Hungria e uma das mais altas do mundo, para comparação a densidade em Manhattan é de 25 846/km².
No censo de 2011, havia 1 729 040 pessoas com 906 782 casas que vivem em Budapeste. Cerca de 1,6 milhão de pessoas da área metropolitana podem estar dentro dos limites de Budapeste durante o horário de trabalho e durante eventos especiais. Essa flutuação de pessoas é causada por centenas de milhares de residentes suburbanos que viajam para a cidade por trabalho, educação, cuidados de saúde e eventos especiais. Por etnia havia 1 397 851 (80,8%) húngaros, 19 530 (1,1%) ciganos, 18 278 (1,0%) alemães, 6 189 (0,4%) romenos, 4 692 (0,3%) chineses e 2 581 (0,1%) eslovacos. 301 943 pessoas (17,5%) não declararam sua etnia. Na Hungria, as pessoas podem declarar mais de uma etnia, então a soma das etnias é maior do que a população total. A cidade é o lar de uma das maiores comunidades judaicas da Europa.

## Subdivisões
Os distritos de Budapeste são numerados no sentido horário, em círculos concêntricos para fora, numa organização semelhante aos arrondissements parisienses.
Cada distrito está associado a um bairro de Budapeste; seus nomes advêm das antigas vilas incorporadas à cidade. Os distritos em vermelho estão em Buda, os em azul estão em Peste e o em amarelo é uma ilha no Danúbio.

## Governo e política

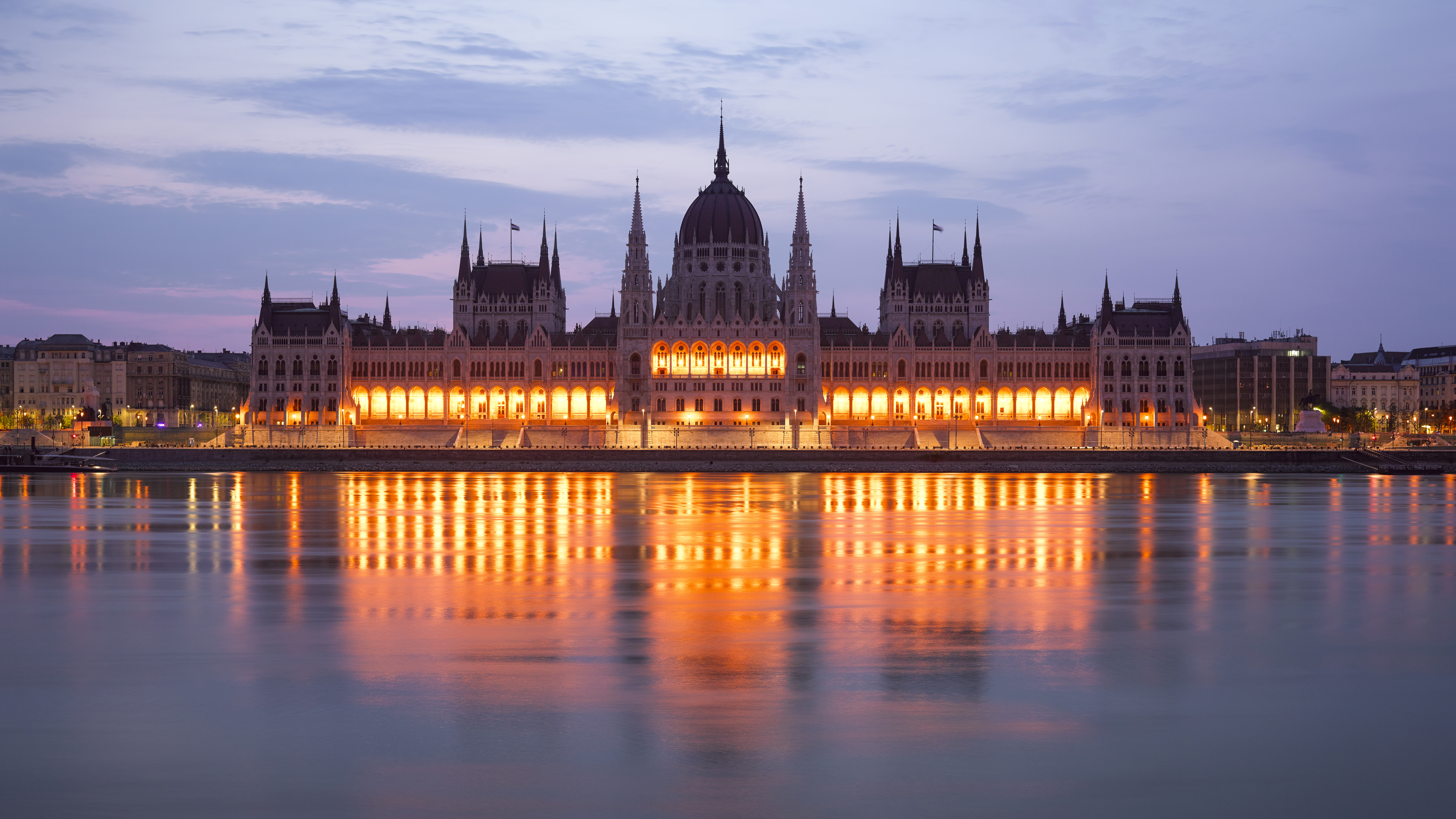
O Parlamento da Hungria.

Como a capital da Hungria, Budapeste é a sede do governo nacional do país. Para o executivo, os dois oficiais principais têm suas residências oficiais, que também servem como escritórios.
O Presidente da Hungria reside no Palácio Sándor no Distrito I (Distrito do Castelo de Buda), enquanto o gabinete do Primeiro-Ministro húngaro está no Parlamento da Hungria.
Os ministérios do governo estão todos localizados em várias partes da cidade, a maioria deles está no Distrito V, Leopoldtown. A Assembleia Nacional está sediada no Parlamento de Budapeste, que também está localizado no distrito V.
O presidente da Assembleia Nacional, o terceiro funcionário público mais alto da Hungria, também está sentado no maior edifício do país, no Parlamento Húngaro. Os tribunais mais altos do país também estão localizados em Budapeste.

### Governo local

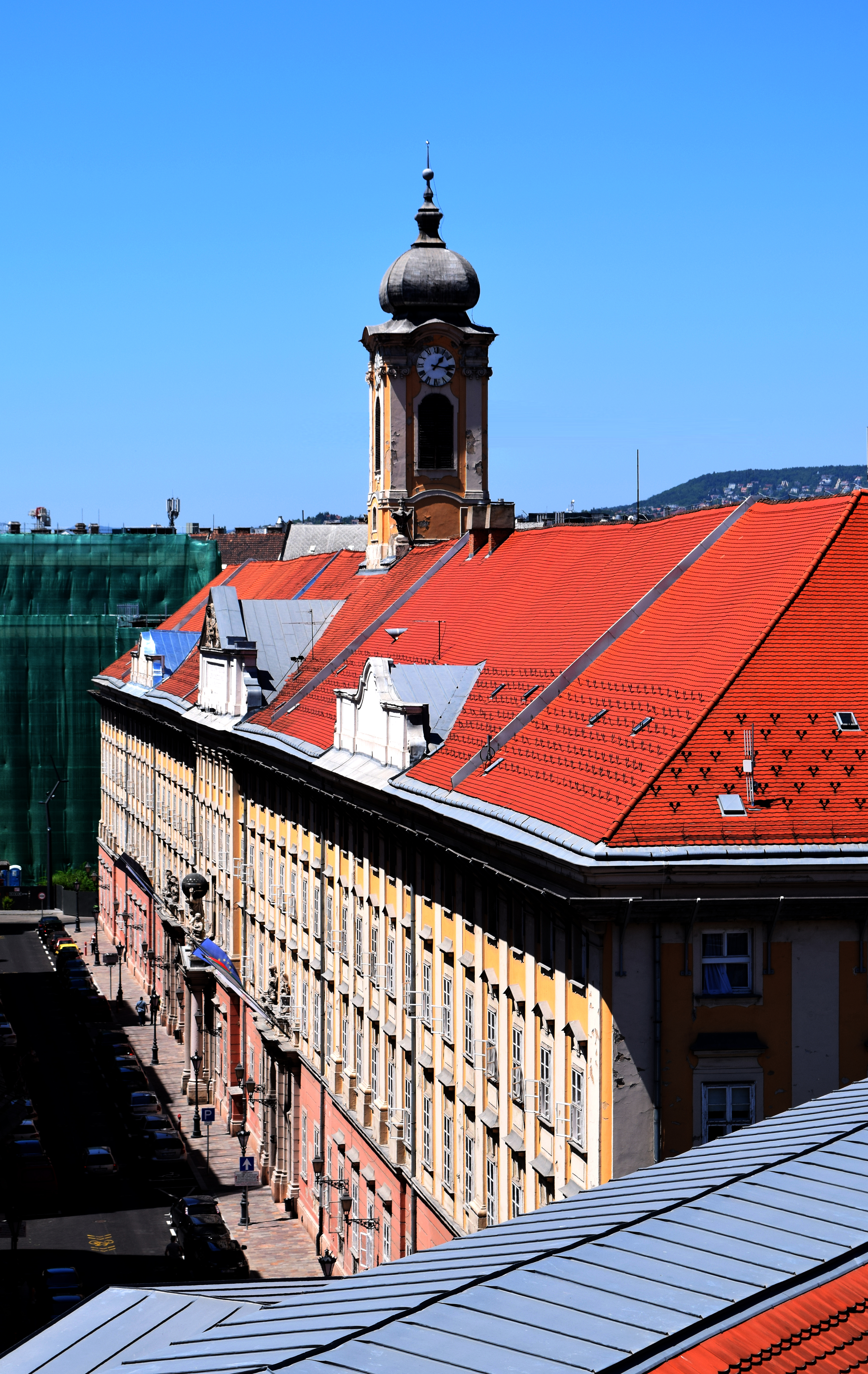
Prefeitura de Budapeste.

Budapeste tem sido um município metropolitano desde a sua consolidação em 1873, mas também possui um estatuto especial como governo de nível de condado e como detém um status de território da cidade-capital. Em Budapeste, o governo central é responsável pelo planejamento urbano, planejamento legal, transporte público, habitação, gerenciamento de resíduos, impostos municipais, instituições correcionais, bibliotecas, segurança pública, instalações recreativas, entre outros.
O prefeito é responsável por todos os serviços sociais, de polícia e proteção contra incêndios, aplicação de todas as leis municipais e estaduais dentro da cidade e administração de propriedade pública e a maioria das agências públicas. Além disso, cada um dos distritos vinte e três de Budapeste tem sua própria prefeitura e um conselho eleito diretamente e o prefeito eleito diretamente eleito.
A Assembleia Geral de Budapeste é um órgão unicameral composto por 33 membros, que consistem nos 23 prefeitos dos distritos, 9 das listas eleitorais de partidos políticos, além do prefeito de Budapeste (o prefeito é eleito diretamente). Cada mandato dos membros do prefeito e da assembleia dura cinco anos. O envio do orçamento de Budapeste é da responsabilidade do prefeito e do vice-prefeito responsável pelas finanças. O último orçamento de 2014 foi aprovado com 18 votos e 14 votos contra de legisladores da oposição.

### Relações internacionais
Budapeste é sede da sede principal e regional de muitas organizações internacionais, incluindo o Alto Comissariado das Nações Unidas para os Refugiados, a Organização das Nações Unidas para Alimentação e Agricultura, a Academia Europeia de Polícia, a Organização Internacional do Trabalho, a Organização Internacional de Migração, a Cruz Vermelha Internacional e outros. A cidade também abriga mais de 100 embaixadas e órgãos representativos como ator político internacional.
Cidades-irmãs
Budapeste possui as seguintes cidades-irmãs:
- Paris, França (1956)
- Sófia, Bulgária (1985)
- Istambul, Turquia (1985)
- Esmirna, Turquia (1985)
- Tel Aviv, Israel (1989)[46]
- Frankfurt am Main, Alemanha (1990)
- Viena, Áustria (1990)
- Fort Worth, Estados Unidos (1990)
- Bucareste, Romênia (1991)
- Lisboa, Portugal (1992)
- Nova Iorque, Estados Unidos (1992)
- Berlim, Alemanha (1992)[47][48]
- Lviv, Ucrânia (1993)
- Daejeon, Coreia do Sul (1994)
- Zagreb, Croácia (1994)[49]
- Sarajevo, Bósnia e Herzegovina (1995)
- Košice, Eslováquia (1997)
- Beijing, República Popular da China (2005)[50]
- Varsóvia, Polônia (2005)
- Banguecoque, Tailândia (2007)
- Florença, Itália (2008)[51]
- Jacarta, Indonésia (2009)[52]
- Gaziantep, Turquia (2010)
- Shanghai, China (2013)[53]
- Vilnius, Lituânia (2000)[54]
- Rotterdam, Países Baixos (1991)[55]
- Nápoles, Itália (1993)[56]
- Ankara, Turquia (2015)[57]
- Teerã, Irã (2015)[58]

## Economia

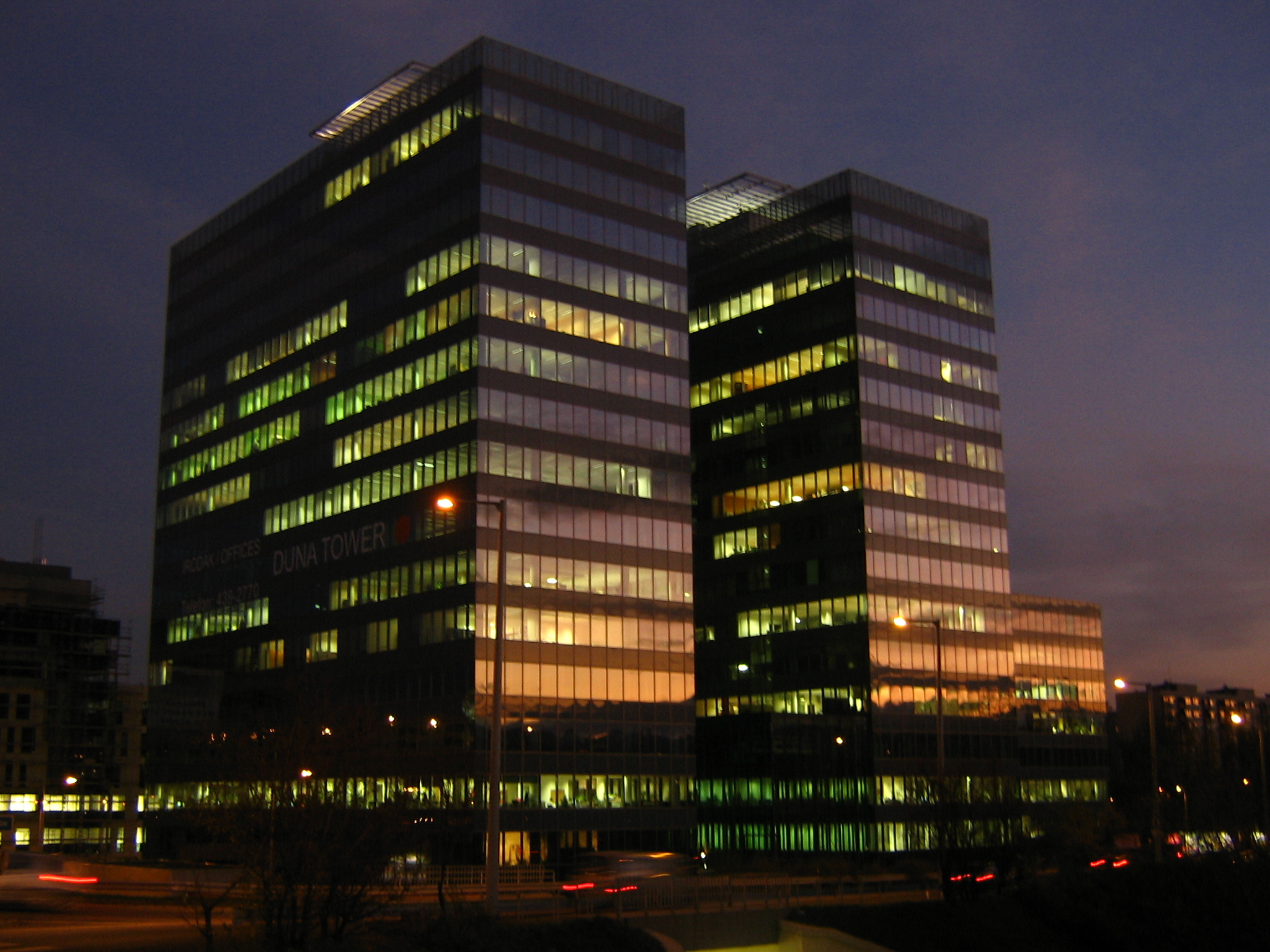
Torres do Danúbio no centro financeiro de Budapeste.

Budapeste é uma cidade global alpha e o principal centro econômico da Hungria, respondendo por quase 40% da economia nacional. A cidade tinha um Produto interno bruto (PIB) de quase US$ 100 bilhões em 2012, tornando-se uma das maiores economias regionais na União Europeia. De acordo com o Eurostat, o PIB per capita em Paridade do poder de compra na cidade é 147% acima da média da União Europeia, o que significa € 37 632 per capita.
Budapeste está entre as 100 maiores cidades mundiais em desempenho do PIB e foi nomeada como a 52ª melhor cidade no mundo para fazer negócios, à frente de Pequim, São Paulo, Varsóvia e Atenas. A cidade também foi classificada pela UBS AG como a 48ª cidade mais cara e mais rica do mundo, acima de cidades como Xangai, Banguecoque, Buenos Aires e Praga, e no mesmo patamar de cidades como Tallin, Pequim, Liubliana e Rio de Janeiro.

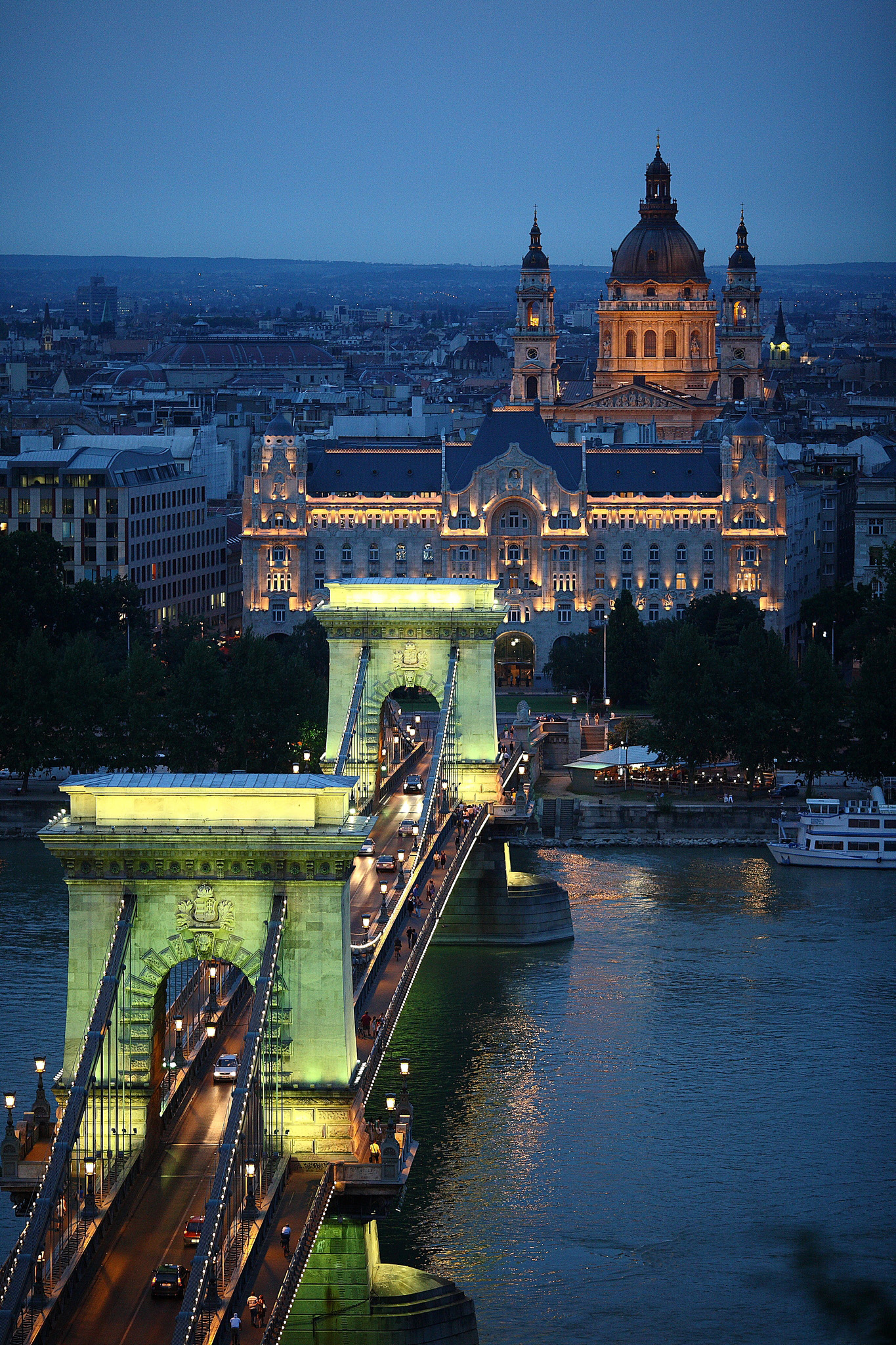
Ponte Széchenyi Lánchíd, Palácio Gresham e Basílica de S. Estêvão.

A cidade é um importante centro bancário, financeiro, comercial, de transporte e turismo, bem como de meios de comunicação tradicionais, propaganda, serviços jurídicos, contabilidade e seguros, tanto na Hungria como no Leste europeu. Budapeste abriga diversas empresas nacionais e internacionais, sendo que, no início de 2013, havia 388 440 empresas registradas na cidade.

### Turismo
Budapeste está entre as 25 cidades mais visitadas do mundo. A capital húngara acolhe mais de 4,4 milhões de visitantes internacionais a cada ano, sendo que indústria de turismo tradicional e de congressos contribui grandemente para a economia da cidade.
A capital é o lar de muitos centros de convenções e milhares de restaurantes, bares, cafés e lugares para festas, além da variedade completa de hotéis. Nas ofertas de restaurantes, pode encontrar os restaurantes com estrelas no Guia Michelin, como Onyx, Costes, Tanti ou Borkonyha. A cidade classificou-se como a cidade mais habitável da Europa Central e Oriental no índice de qualidade de vida da EIU em 2010.
Budapeste tem 10 pontes, sendo a mais conhecida a Széchenyi Lánchíd (Ponte das Correntes). Os edifícios mais característicos e importantes são o Castelo de Buda (Budai Vár), o Parlamento de Budapeste (Országház), a Praça dos Heróis e o Teatro Nacional de Budapeste, divulgados nos mais conhecidos cartões-postais da cidade, que tem, como o turismo, uma fonte de rendimento de crescente importância.
No centro a praça mais visitada é a praça Vörösmarty. As principais pontes de Budapeste em ordem norte a sul são: Ponte Megyeri; Ponte Széchenyi Lánchíd; Ponte Erzsébet; Ponte Szabadság; entre outras.

## Infraestrutura

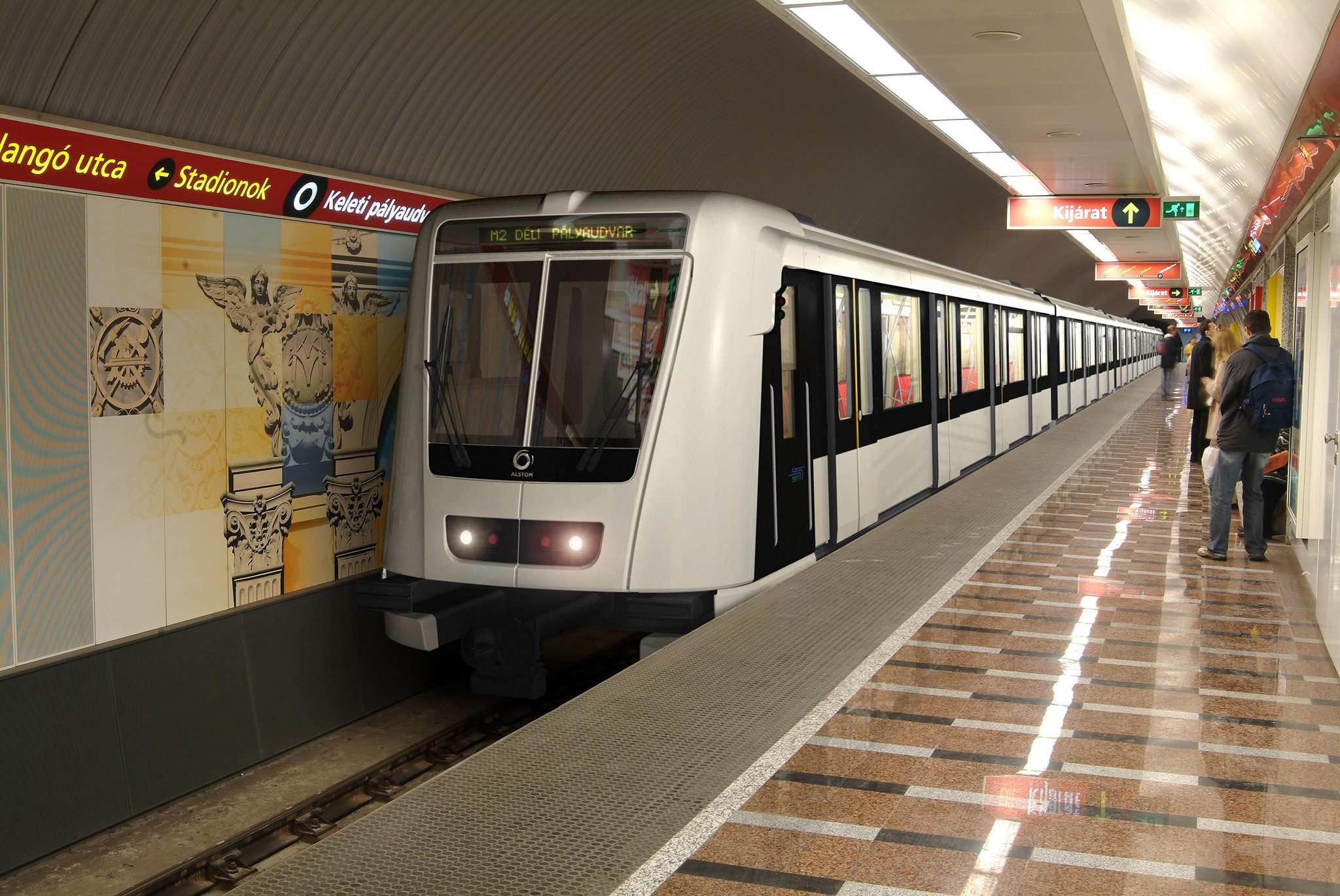
Metrô de Budapeste.

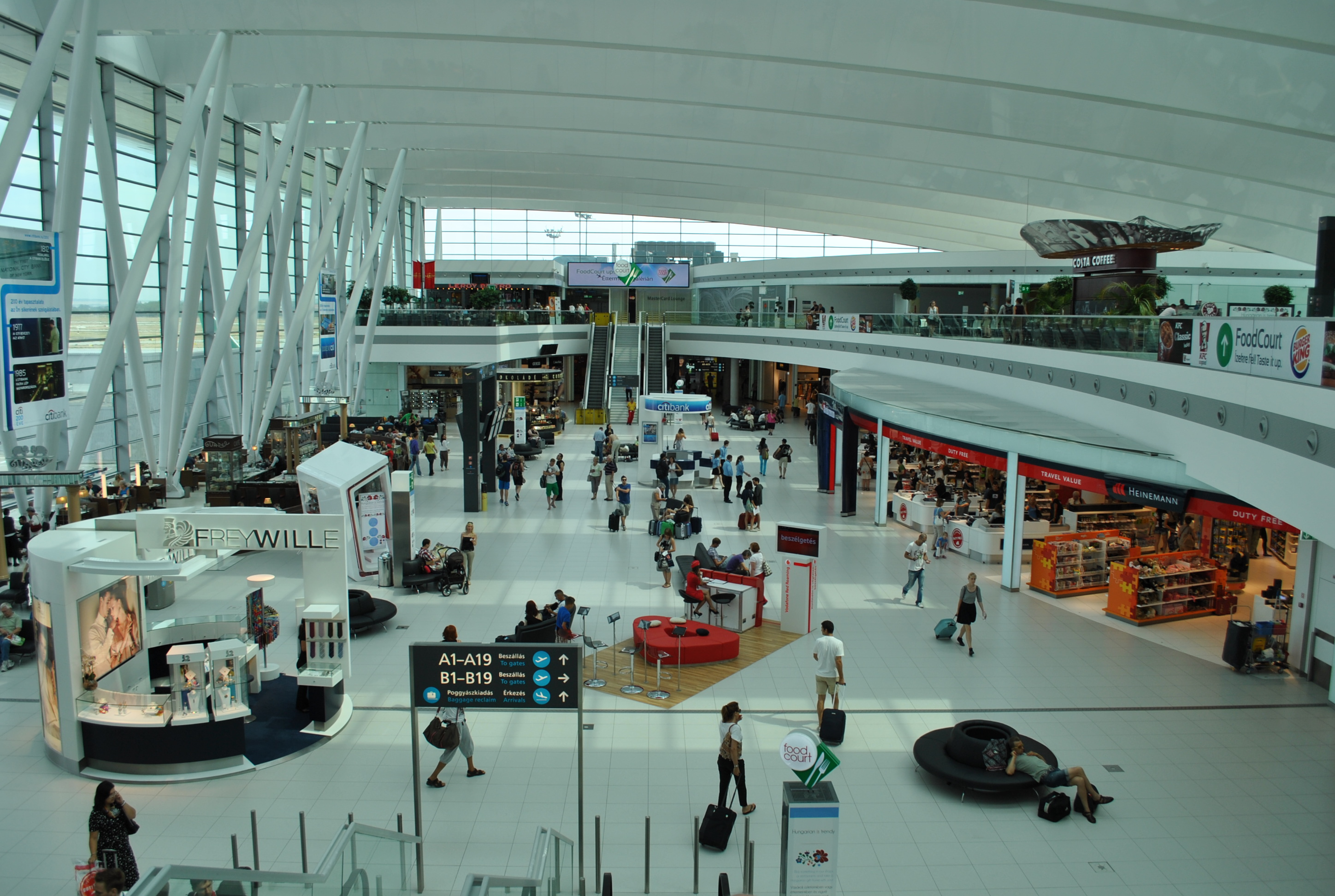
Aeroporto Internacional de Budapeste.

### Transportes
O metro de Budapeste é considerado o mais antigo da Europa Continental e o segundo mais antigo do mundo, atrás apenas do de Londres, este construído em 1867. Foi construído no ano de 1896, a ocasião do milênio da existência da Hungria.
Em Budapeste atualmente há quatro linhas: M1 (a histórica, ligando o centro de Peste ao Parque da Cidade), M2 (a linha baixo do Danúbio, ligando Buda ao leste de Peste), M3 (Peste do Norte ao Sul) e M4 (ligando o Terminal ferroviário Kelenföld em Buda ao Terminal ferroviário Keleti em Peste). Há uma quinta linha a ser planeada.
O aeroporto internacional de Budapeste é o maior da Hungria, com três terminais de passageiros (1, 2A e 2B). Localiza-se a leste do centro, do lado de Peste. Há vários jeitos para chegar no centro ou no seu próprio hotel.
Budapeste é o nó rodoviário do país, de onde irradiam diversas rodovias (inclusive algumas auto-estradas de padrão europeu, indicadas pela letra M seguida de um algarismo).
Budapeste possui quatro estações de trem: Keleti, Nyugati, Déli e Kelenföld. Os serviços ferroviários são operados pela estatal MÁV.

### Educação
Budapeste sedia as maiores instituições de ensino técnico e superior na Hungria. Algumas destas são: a Universidade Eötvös Loránd, Universidade Centro-Europeia, Budapest Business School, Universidade Corvinus de Budapeste, Universidade de Tecnologia e Economia e Universidade Óbuda.

## Cultura
O Parlamento de Budapeste em estilo neogótico, o maior edifício da Hungria, com um comprimento de 268 metros, contém, entre outras coisas, a Coroa de Santo Estêvão. A Basílica de Santo Estêvão, onde estão em exibição os restos do rei Estêvão I, o fundador da Hungria.
Há restos da Roma Antiga no Museu Aquincum e mobiliário histórico no Museu do Castelo Nagytétény, apenas 2 dos 223 museus de Budapeste. Outro museu histórico é a Casa do Terror, hospedada no edifício que era o local da quartel-general nazista. O Monte do Castelo, os aterros do rio Danúbio e toda a Avenida Andrássy foram oficialmente reconhecidos como Patrimônios Mundiais pela UNESCO.
Monte e o Distrito do Castelo abrigam três igrejas, seis museus e uma série de edifícios, ruas e praças interessantes. O antigo Palácio Real é um dos símbolos da Hungria - e tem sido cenário de batalhas e guerras desde o século XIII. Atualmente abriga dois museus impressionantes e a Biblioteca Nacional da Hungria. O palácio próximo de Sándor contém os escritórios e residência oficial do presidente da Hungria.
A Igreja de Matias de sete séculos é uma das joias de Budapeste, é de estilo neogótico, decorada com telhas coloridas e pináculos elegantes. Junto a isto é uma estátua equestre do primeiro rei da Hungria, o Rei São Estevão, e por trás disso é o Bastião dos Pescadores, construído em 1905 pelo arquiteto Frigyes Schulek, que deve seu nome à corporação homônima que durante a Idade Média que era responsável pela defesa desta parte das muralhas, de onde abre uma vista panorâmica de toda a cidade. As estátuas deo Turul, o mito pássaro guardião da Hungria, podem ser encontradas tanto no Distrito do Castelo assim como no 12º Distrito.

### Esportes

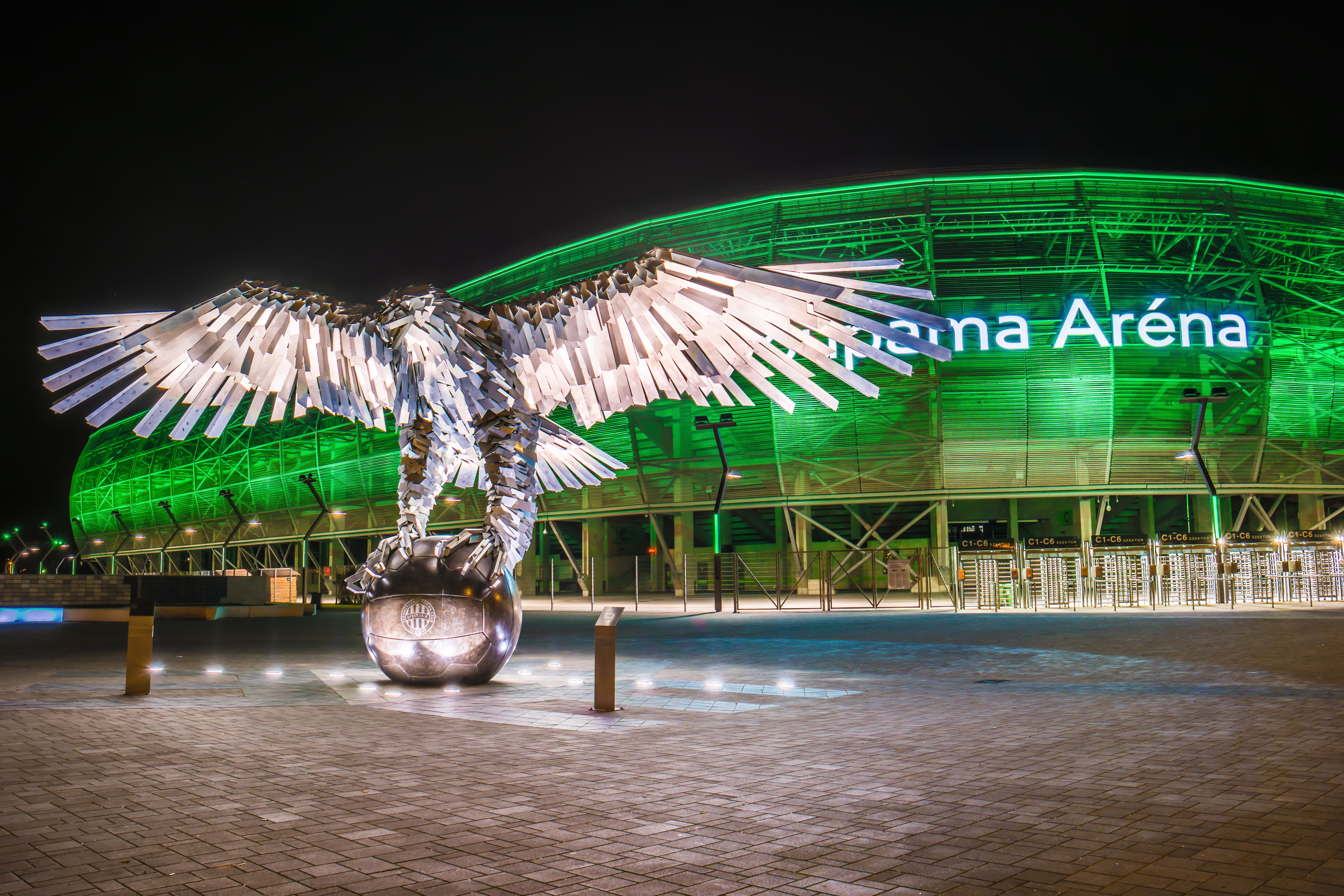
Groupama Arena, sede do Ferencvárosi TC.

Em Budapeste existem muitos clubes de futebol. O clube mais famoso da cidade é o Ferencváros. Além deste, há ainda o Honvéd, o Vasas, o MTK e o Újpest. O maior evento esportivo do país é o Campeonato Húngaro de Futebol, sendo que a cidade recebe grande parte das partidas de futebol deste evento. A sede da Federação Húngara de Futebol também está em Budapeste.
O Campeonato Húngaro de Boxe, uma competição de boxe muito popular no país, foi quase sempre sediado em Budapeste no período de 1923 a 2003. Budapeste foi cidade-sede do Campeonato Mundial de Boxe Amador entre 18 e 26 de outubro de 1997 e o Campeonato Europeu de Boxe em 1930, 1934 e 1985. Ao lado de Berlim, é a única cidade europeia a sediar por três vezes o evento.
Outro evento esportivo de grande relevância na cidade, é a Maratona de Budapeste, que reúne milhares de corredores de vários países do mundo e é realizada desde 1984.